# سيجي شيندو
سيجي شيندو (باليابانية: 進藤 誠司) (12 ديسمبر 1992 في كاناغاوا في اليابان – )؛ هو لاعب كرة قدم ياباني سابق كان يلعب كمدافع.

## وصلات خارجية
- سيجي شيندو على موقع رابطة كرة القدم اليابانية للمحترفين (اليابانية)
- سيجي شيندو على موقع Soccerway.com (الإنجليزية)